# NRK Rogaland
NRK Rogaland — норвежский региональный телевизионный канал Норвежской вещательной корпорации, вещающий на территории норвежской губернии Ругаланн. Центр вещания — город Ставангер. Существует также отделение в городе Хёугесунн. Руководителем с 2008 года является Рагнар Кристенсен.
На телеканале работают порядка 60 сотрудников, осуществляющих телерадиовещание в прямом эфире круглосуточно (в том числе и на веб-сайтах). С 2005 года работает новостной канал NRK Rogaland 24, вещание осуществляет провайдер Lyse через портал Altibox.